# Anders Arborelius
Anders Arborelius, né le 24 septembre 1949 à Sorengo, en Suisse, est un religieux suédois appartenant à l'ordre des Carmes déchaux, évêque catholique du diocèse de Stockholm depuis le 29 décembre 1998, et cardinal depuis le 28 juin 2017.

## Biographie
Anders Arborelius, né de parents suédois, a grandi à Lund. À l'âge de vingt ans, il se convertit au catholicisme et deux ans plus tard, il entre au carmel de Norraby. Il a étudié la philosophie et la théologie à Bruges en Belgique et à Rome (licence en théologie). En 1977, il prononce ses vœux perpétuels et est ordonné prêtre dans l'Ordre des Carmes déchaux le 8 septembre 1979.
Nommé successeur de Hubertus Brandenburg comme évêque du diocèse catholique de Stockholm le 29 décembre 1998, il est le premier évêque catholique de Suède d'origine suédoise depuis la Réforme. Il adopte la devise « In Laudem Gloriae » tirée de la lettre de saint Paul aux Éphésiens.
Avec le pasteur pentecôtiste Sten-Gunnar Hedin (sv), il a écrit le célèbre Jesusmanifestet (sv), en rappelant notamment que « la naissance virginale de Jésus est un fait biologique » (contrairement à un symbole ou à un mythe).
En 2007, il a exprimé sa gratitude envers les prêtres de l'Institut du Christ Roi Souverain Prêtre venus de l'étranger pour célébrer selon l'ancien rite.
Anders Arborelius est le président de la Conférence épiscopale de Scandinavie de 2005 à 2015.
Le 21 mai 2017, à la fin du Regina Cœli, le pape François annonce sa création comme cardinal au consistoire du 28 juin suivant. Il reçoit alors le titre de Santa Maria degli Angeli, titre dont il prend possession le 6 décembre suivant. Il est le premier cardinal scandinave.
Le 23 décembre 2017, il est nommé à la curie romaine au service du Conseil pontifical pour la promotion de l'unité des chrétiens.
Le 6 août 2020, il fait partie des six nouveaux cardinaux nommés par François au Conseil pour l'économie du Vatican,.
À la suite du décès du pape François, dans l'optique du conclave de 2025, son nom figure parmi les papabile.
Outre le suédois, sa langue maternelle, il parle allemand, anglais, espagnol, français, italien et néerlandais.